# Sociëteit Vereeniging (Haarlem)
De Sociëteit Vereeniging is een sociëteit in de Noord-Hollandse stad Haarlem. De sociëteit werd in 1856 door 24 Haarlemse ondernemers opgericht als herensociëteit. In 1923 kreeg de club een eigen onderkomen, in een monumentaal nieuwbouw pand aan de Zijlweg.
Het gebouw aan de Zijlweg is van de hand van de architect Jacob van den Ban, die ook het rijksmonumentale gebouw van de Droste-branderij ontwierp in Haarlem.
Het gebouw kreeg een markante voorgevel en veel klassieke elementen. Het werd in gebruik genomen op 2 mei 1923. Het gebouw betreft een gemeentelijk monument en is in 2011 gerestaureerd naar de moderne gemakken.
De leden van de sociëteit organiseren vele culturele bijeenkomsten, ontmoetingen en ontspanningsmogelijkheden die grotendeels ook, tegen een vergoeding, toegankelijk zijn voor niet-leden. In 2023 viert de Sociëteit Vereeniging het honderdjarig bestaan van het gebouw en dit is tevens een moment waarop meer leden geworven worden om nog meer activiteiten te kunnen organiseren.